# Этилендиамин
Этилендиамин (1,2-диаминоэтан) H2NCH2CH2NH2 — органическое соединение класса аминов. Это широко используемый строительный блок в химическом синтезе, так что уже в 1998 году его производство составляло 500 млн кг.

## Свойства
Жидкость без цвета с запахом аммиака, дымит при контакте с влажным воздухом. tkип 116,5 °C, tпл 8,5 °C, плотность 0,899 г/см³ (20 °C); Этилендиамин хорошо растворяется в воде (с разогреванием раствора), этаноле, хуже — в эфире, нерастворим в бензоле и других углеводородах. Является сильным основанием.
Имея в своей молекуле две аминогруппы, образует с кислотами два ряда солей. С некоторыми металлами (например, Cu, Mn, Co) образует комплексные соединения.
Динитрат этилендиамина при нагревании превращается в этилендинитрамин, являющийся взрывчатым веществом:
{\displaystyle {\mathsf {O_{3}N\cdot H_{3}NCH_{2}CH_{2}NH_{3}\cdot NO_{3}\rightarrow O_{2}NNHCH_{2}CH_{2}NHNO_{2}+2H_{2}O}}}
Вступает в реакции конденсации: при повышенных температурах и давлении и присутствии катализаторов превращается в пиперазин; при конденсации с 1,2-дикетонами - 2,3-дигидропиразинами; при реакции с мочевиной - этиленмочевину (2-имидазолининон).

## Применение
Этилендиамин применяется для получения этилендиаминтетрауксусной кислоты взаимодействием с хлоруксусной кислотой. Его соли с жирными кислотами используются как смягчающие агенты при производстве текстиля. Также этилендиамин применяется в производстве красителей, эмульгаторов, стабилизаторов латексов, пластификаторов и фунгицидов, лекарственных препаратов (супрастин, эуфиллин, ранитидин).

## Получение
Основным способом синтеза этилендиамина в промышленности является взаимодействие аммиака с дихлорэтаном:
Кроме того, его можно получить по реакции каталитического гидрирования смеси моноэтаноламина с аммиаком при 150—230 °C.
К другим методам синтеза относятся реакция этилена с аммиаком либо формальдегида с аммиаком и циановодородом.

## Токсичность
1,2-диаминоэтан обладает умеренно-токсическим действием. ЛД50 на крысах при пероральном введении составляет 1200 мг/кг.
Этилендиамин в больших количествах может раздражать кожу и слизистые оболочки верхних дыхательных путей, вызывает поражение печени.
ПДК паров в атмосферном воздухе составляет 0,03 мг/м3, в воздухе рабочей зоны 2 мг/м3, в воде водоёмов 0,2 мг/м3.
Вещество относится к III классу опасности по ГОСТ 12.1.005-88.